# Kîiașkî, Komsomolsk
Kîiașkî (în ucraineană Кияшки) este un sat în comuna Dmîtrivka din orașul regional Horișni Plavni, regiunea Poltava, Ucraina.

## Demografie
Componența lingvistică a localității Kîiașkî
     Ucraineană (95,04%)
     Rusă (4,66%)
     Alte limbi (0,29%)
Conform recensământului din 2001, majoritatea populației localității Kîiașkî era vorbitoare de ucraineană (95,04%), existând în minoritate și vorbitori de rusă (4,66%).